# Welsh terrier
Pour les articles homonymes, voir Welsh.
Le Welsh terrier, ou Terrier gallois, est une race de chiens de la famille des terriers qui vient du pays de Galles. Il est très actif et joueur, idéal pour les sportifs ou les jeunes enfants. C'est un chien très attaché à son maître et très affectueux qui a besoin de peu d'espace, pouvant vivre en appartement s'il a un exercice quotidien. Vif et intelligent, il nécessite cependant une éducation ferme et juste.

## Origine et description
L'ancien terrier anglais, d'origine celtique Old English Black and Tan Terrier ou Old English Broke Haired Terrier, et le fox-terrier sont probablement ses ancêtres. Le Terrier gallois était à l'origine chasseur de renards et de blaireaux dans son pays de Galles natal. Ces chiens existaient il y a fort longtemps. Au fil des années, ils ont peu changé. En jetant un coup d'œil rapide sur un Terrier gallois, on pourrait confondre ce chien avec un Airedale, qui lui est issu de croisements entre l'Old English Terrier, l'Otterhound et le Welsh. Ces deux chiens partagent en fait de nombreuses caractéristiques dont la forme du corps, la couleur du pelage et un penchant pour chasser la loutre. Cependant, le Terrier gallois mesure environ vingt centimètres de moins que l'Airedale. Ces chiens furent les premiers à être présentés dans les défilés canins en 1885.
Le peintre Pascal Margat en a fait son animal fétiche, au cœur de la plupart de ses œuvres depuis 2010 .